# Sōryo to majiwaru shikiyoku no yoru ni...
Sōryo to majiwaru shikiyoku no yoru ni... (僧侶と交わる色欲の夜に…? lett. "Fare l'amore con un monaco in una notte lussuriosa…") è un manga per adulti scritto e disegnato da Reon Maomi, pubblicato online da Seiunsha dal 2014. Un adattamento anime, prodotto da Seven, è stato trasmesso in Giappone tra il 2 aprile e il 18 giugno 2017.

## Personaggi
Mio Fukaya (深谷 美桜?, Fukaya Mio)
Doppiata da: Maika Hara
Takahide Kujō (九条 隆秀?, Kujō Takahide)
Doppiato da: Yō Suzuki
Shiori Kujō (九条 栞?, Kujō Shiori)
Doppiata da: Nerine Akiyama
Kiyotaka Kujō (九条 清隆?, Kujō Kiyotaka)
Doppiato da: Pāma Kurukuru
Yukitaka Kujō (九条 雪隆?, Kujō Yukitaka)
Doppiato da: Ren'ya Kojita

## Media

### Manga
Il manga, scritto e disegnato da Reon Maomi, ha iniziato la pubblicazione online nel 2014. Il primo volume tankōbon è stato pubblicato il 19 giugno 2015 e al 18 aprile 2017 ne sono stati messi in vendita in tutto quattro.

#### Volumi
| Nº | Data di prima pubblicazione | Data di prima pubblicazione | Data di prima pubblicazione |
| Nº | Giapponese                  | Giapponese                  |                             |
| -- | --------------------------- | --------------------------- | --------------------------- |
| 1  | 19 giugno 2015              | ISBN 978-4-434-20470-8      |                             |
| 2  | 19 ottobre 2015             | ISBN 978-4-434-20967-3      |                             |
| 3  | 18 giugno 2016              | ISBN 978-4-434-21826-2      |                             |
| 4  | 18 aprile 2017              | ISBN 978-4-434-23044-8      |                             |

### Anime
Annunciato il 27 gennaio 2017 su Twitter, un adattamento anime di dodici episodi, prodotto da Seven e diretto da Hideki Araki, è andato in onda dal 2 aprile al 18 giugno 2017. La sigla è meaning of life di Confetti Smile. L'anime ha avuto tre versioni: una adatta a tutti, una consigliata dai quindici anni in su che è stata trasmessa su AT-X e una consigliata dai diciotto anni in su che è stata diffusa digitalmente sul sito ComicFesta Anime Zone.

#### Episodi
| Nº | Titolo italiano (traduzione letterale) Giapponese 「Kanji」 - Rōmaji                                                                                               | In onda        | In onda |
| Nº | Titolo italiano (traduzione letterale) Giapponese 「Kanji」 - Rōmaji                                                                                               | Giapponese     |         |
| 1  | Prima di un monaco… io sono pur sempre un uomo 「僧侶の前に…俺だって男だよ」 - Sōryo no mae ni… ore datte otoko da yo                                              | 2 aprile 2017  |         |
| 2  | Sono un monaco, ma amo, mi sposo e… 「僧侶だって、恋愛するし、結婚もするし、それに…」 - Sōryo datte, ren'ai surushi, gekkon mo surushi, sore ni…                   | 9 aprile 2017  |         |
| 3  | Ho pensato che la compatibilità dei corpi non sembra cattiva 「カラダの相性は悪くなさそうだと思ったんだけど」 - Karada no aishō wa warunakisō da to omottan dakedo | 16 aprile 2017 |         |
| 4  | Non vuoi… che ti tocchi? 「……俺に触られるのは……いや？」 - Ore ni sawarareru no wa… iya?                                                                            | 23 aprile 2017 |         |
| 5  | 「俺が何も考えないで――ああいう事してると思う？」 - Ore ga nani mo kangaenaide ―― ā iu koto shi teru to omou?                                                       | 30 aprile 2017 |         |
| 6  | 「俺も好き。好きだ」 - Ore mo suki. Sukida | 7 maggio 2017  |         |
| 7  | 「脱がせて。目、見ながら」 - Nuga sete. Me, minagara | 14 maggio 2017 |         |
| 8  | 「俺達の間に愛があるか、確かめてもいい？」 - Oretachi no ai da ni ai ga aruka, tashikamete mo ii?                                                                  | 21 maggio 2017 |         |
| 9  | 「子どもなんだよ」 - Kodomo nanda yo | 28 maggio 2017 |         |
| 10 | 「深谷は、俺のものだ」 - Fukatani wa, ore no mono da | 4 giugno 2017  |         |
| 11 | 「自分が苦しんで初めて人の苦しみがわかる」 - Jibun ga kurushinde hajimete hito no kurushimi ga wakaru                                                              | 11 giugno 2017 |         |
| 12 | 「誰にも渡したくない」 - Darenimo watashitakunai | 18 giugno 2017 |         |